# Hérculez Gómez
Hérculez Gómez (Los Angeles, 6 aprile 1982) è un ex calciatore statunitense, di ruolo attaccante.

## Palmarès

### Club
- U.S. Open Cup: 1

L.A. Galaxy: 2005
- Campionato MLS: 2

L.A. Galaxy: 2005
Seattle Sounders: 2016
- Primera División messicana: 1

Santos Laguna: Clausura 2012
- Copa México: 1

Puebla: 2015

### Nazionale
- Gold Cup: 1

2013